# Lucía Alberti
Lucía N. Alberti (Buenos Aires) là một chính trị gia nữ quyền người Argentina. Cô là một nhà lãnh đạo của Unión Cívica Radical (UCR).
Cô là phó giám đốc quốc gia của Unión Cívica Radical (1985-1989), lãnh đạo Hội đồng Nhân quyền, và chủ tịch của hiệp hội Soones por la Paz, el Desarrollo y la Igualdad ("Phụ nữ vì hòa bình, phát triển và bình đẳng "). Cô hiện là chủ tịch của Asociaciones pro Naciones Unidas de América Latina.

## Tiểu sử
Từ giữa năm 1971 đến tháng 12 năm 1975, bà là thành viên của Ủy ban Thủ đô của Juventud Radical Revolucionaria ("Thanh niên cách mạng cấp tiến", JRR). Cô là một trong những người lãnh đạo của Juventud Radical Trabajadora ("Thanh niên làm việc cấp tiến") trong JRR. JRR là tổ chức duy nhất không phải là cộng sản hay Peronist xuất hiện trong danh sách đen Alianza Anticomunista Argentina đầu tiên. Vì nó xuất hiện trong danh sách đen, nên JRR phải bị giải thể.
Vào tháng 9 năm 1983 gần khi kết thúc quá trình tái tổ chức quốc gia (1976-1983), một quả bom đã được đặt trong trụ sở của tờ báo El Porteño, Alberti đã viết một lá thư ủng hộ tờ báo.
Trong thời kỳ đó, Alberti đã thành lập Asociación pro Naciones Unidas de Argentina (ANUA). Thông qua tổ chức này, cô đã tổ chức hàng trăm hội nghị liên ngành trong nhiều thập kỷ, tập trung vào các chủ đề như nữ quyền mới và buôn bán người ở Argentina.
Với sự trở lại của nền dân chủ, cô đã có được một vị trí chính trị nhỏ: cô được giao việc là quản trị viên của Nghĩa trang La Chacarita.